# كأس بلغاريا 1950
كأس بلغاريا 1950 (بالبلغارية: Купа на Съветската армия 1950)‏ هو موسم من كأس بلغاريا. أشرف على تنظيمه اتحاد بلغاريا لكرة القدم، وفاز فيه ليفسكي صوفيا.